# Sumbat d'Ibèria
Sumbat (mort l'any 958) fou el tercer rei dels Kartvels, posició equivalent a aquella de sobirà d'Ibèria, de la dinastia Bagrationi. Al poder del 937 al 958, no va poder exercir més que un control de iure sobre els seus dominis, estant aquests de fet sota control del regne d'Abkhàzia. Igualment curopalata, no deixa herència significativa informada per la historiografia georgiana.

## Biografia
Sumbat Bagration era probablement el quart i últim fill del primer rei dels kartvels, Adarnases IV. (888-923). Les informacions en relació amb la seva vida no han subsistit i, per diverses raons, fou Sumbat que va succeir al seu germà gran David II d'Ibèria (rei 923-937) en tant que rei dels kartvels, quan aquest darrer va morir sense fills, encara que els seus dos uns altres germans seguien llavors en vida.
Tanmateix, la posició de rei dels kartvels no és llavors gaire més que un simple títol de iure. Des del regnat d'Adarnases iv, el poderós regne veí d'Abkhàzia havia estès la seva influència a la Geòrgia interior i fins i tot reduït a l'estat de vassalls els reis locals. Per tant, no va fer doncs del rei Sumbat més que un simple vassall de Jordi II d'Abkhàzia, que es va haver de sotmetre a les ordres del virrei abkhazi d'Ibèria, Lleó, el futur Lleó III d'Abkhàzia. És sota el seu regnat que Ibèria va entrar en guerra contra Kakhètia diverses vegades durant campanyes sense resultats decisius; però la participació de Sumbat en aquests combats no està pas demostrada.

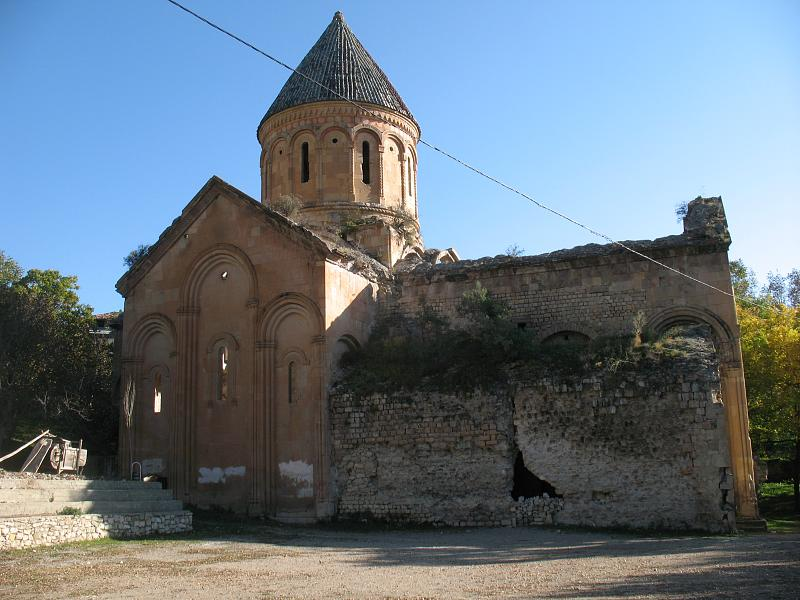
Una inscripció nomenant Sumbat ha estat trobada en l'església de Ichkhani.

L'obra del rei és tanmateix testificada en les seves relacions amb l'Armènia veïna, que no foren probablement pas bones. Aquest fet està representat per l'acolliment per Sumbat de certs enemics del poder armeni, entre els quals la família dels Amilakhvari; aquests Amilakhvari reberen fins i tot dominis a Meskhètia i Kartli, com per exemple la senyoria de Beitalmoni.
De fet, el regnat de Sumbat s'ha considerat com insignificant malgrat la seva llarga durada de 21 anys. En les seves Cròniques georgianes, Marie-Félicité Brosset diu només del monarca que « com els altres, no fa més que passar en la història », en relació als seus predecessor i successor. És probable que Sumbat d'Ibèria rebés la dignitat romana d'Orient de curopalata i el ducat del Baix Tao l'any 954, a continuació de la mort del seu germà Asoci II de Tao. Tanmateix, no arriba a guardar aquest territori molt de temps perquè va morir el 958, deixant el seu tron al seu fill gran Bagrat II d'Ibèria.
El record de Sumbat ha estat igualment conservat via inscripcions en les esglésies georgianes d'Ichkhani i de Doliskana, avui a Turquia, on són gravades les paraules « Sumbat, el nostre rei ».

## Família i descendència
El rei Sumbat dels kartvels va deixar a la seva mort dos fils, nascuts d'una esposa desconeguda :
- Bagrat II d'Ibèria (mort l'any 994), rei dels kartvels (958-994) ;
- Adarnases V d'Ibèria (mort l'any 983), curopalata.